# Sciarra Colonna
Sciarra Colonna (1500  circa – dopo il 1532) è stato un condottiero italiano.

## Biografia

Stemma della famiglia Colonna

Figlio naturale di Fabrizio I Colonna, duca dei Marsi, non se ne conosce il luogo e la data di nascita. Fu uno dei capitani dell'esercito di Carlo V impegnato contro Francesco I: nell'ottobre del 1525 venne respinto da Parma e nel dicembre fu battuto a Casalmaggiore. L'anno dopo occupò Cremona.
Nel 1527 partecipò al Sacco di Roma, poi saccheggiò Monterotondo, impadronendosi anche di beni delle forze imperiali. Morto in agosto Giovanni Maria da Varano, duca di Camerino, appoggiò il cognato Rodolfo da Varano, figlio naturale di Giovanni Maria e marito di sua sorella Beatrice, nel suo tentativo di impadronirsi del ducato, occupando la città a settembre. Tradì presto Rodolfo, e cercò di diventare duca egli stesso, chiedendo la mano della vedova di Giovanni Maria, Caterina Cybo, ma all'arrivo delle truppe nemiche abbandonò l'impresa.
Nel febbraio del 1528 occupò L'Aquila al comando di truppe imperiali, ma fu presto battuto dai Francesi. A marzo, essendo morto a Paliano Vespasiano Colonna, marito di Giulia Gonzaga, Sciarra Colonna cercò di impossessarsi dei beni dell'unica erede Isabella, moglie di Luigi Rodomonte Gonzaga, ma fu catturato dalle milizie di Napoleone Orsini. Liberato per l'intervento dello stesso Luigi Gonzaga, nel settembre 1528 fu nominato governatore dell'Aquila per conto di Carlo V, ma la sua politica vessatoria provocò a dicembre la sua destituzione.
Sciarra Colonna, che già aveva tre figli naturali – Giovanni, Cecilia e Sara - sposò Margherita Chigi quando questa rimase vedova di suo fratello Camillo ed ebbe una figlia di nome Giovanna. Dal 1529 fu ancora impegnato al servizio degli imperiali, e subì una grave sconfitta davanti a Perugia.
S'ignorano il luogo e la data della sua morte.